# TXT-1
TXT-1（てぃーえっくすてぃーわん）とは、田宮模型（現・タミヤ）よりリリースされた、1/10電動RCカーのビッグフット・モデルである。
TXTはTamiya Xtreme Truck（タミヤ・エクストリーム・トラック）の略。

## 概要
発売は2001年4月。米国で行われているクラッシャーレース用のモンスタートラックをモデル化しており、キット価格は44,800円。それまでのクラッドバスター（2004年にモデルチェンジを受け現在はスーパークラッドバスター）、ジャガーノートを上回る価格となり、同社の電動ビッグフットモデルのフラグシップ機となっていた。
かつてのトヨタ ハイラックス4×4とはカテゴリーは違うものの、シャーシのメインフレームや前後アクスルを支持するロッド類にジュラルミン、アルミ材を用いるなど金属部品を多用しており、実車モンスタートラックのメカニズムを再現している。
キットには塗装・カット済みのフイニッシュボディに加え、スペア用のクリアボディが同梱される（両方ともポリカーボネート製、クリアボディ用ステッカーは非同梱）。

## 特徴
カンチレバー方式のサスペンション
前後のサスペンションはアクスルホーシングを4本のアルミ製リンクロッドで支持する実車同様の4リンク式であるが、4本のオイルダンパーをメインフレーム上部に縦置きで搭載し、それをホーシングから伸ばしたプッシュロッドにより大型のロッカーアーム（ロッキングアーム）を押すことで作動させる「カンチレバー」方式を採用している。
双発モーターと独特な駆動系
発動機はマブチモーター製若しくはジョンソン製の540サイズモーターを双発で搭載し、センタートランスファーを経て前後アクスルにプロペラシャフトにより駆動を伝達し、ディファレンシャル・ギア直前で一旦ベベルギア/ドライブピニオンにより減速されリングギアに伝える2階建て構造の最終減速部を経てホイールへ出力されるという、凝った4輪駆動方式を用いる。
大径タイヤ
タイヤはクラッドバスターと同サイズの直径165mm/幅110mmのV型ラグパターンタイヤを装着（ホイールはハブ形状が異なる為、互換性は無い）。
3段変速スイッチ
2016年現在ではほとんど使われることの無くなった、機械式スピードコントローラーが標準装備となっている。スイッチ用サーボモーターでスイッチを切り替える事でスピードをコントロールする。
四輪操舵のオプション
リア用のステアリングサーボを追加する事で四輪操舵(4WS)も可能となっている。

## 主な仕様
- シャシ：ジュラルミン/アルミ製ツインバーティカルプレート・ラダーフレーム構造
- フロントサスペンション：ライブアクスル、4リンク・カンチレバー、オイルダンパーをフレーム上部に搭載
- リヤサスペンション：ライブアクスル、4リンク・カンチレバー、オイルダンパーをフレーム上部に搭載
- フロントタイヤ/ホイール：中空ラバー、ラグパターン、直径×幅165×110mm、1ピース一体成形ホイール
- リアタイヤ/ホイール：中空ラバー、ラグパターン直径×幅165×110mm/1ピース一体成形ホイール
- 駆動方式：フルタイム、シャフト駆動4WD
- モーター：付属マブチ製またはジョンソンの540タイプモーターを双発でシャーシ中央部に搭載
- デファレンシャルギア：前後とも3ベベルタイプ
- 搭載バッテリー（別売り）：田宮の7.2Vレーシングパックを縦置きで積載
- ボディ：ポリカーボネート製モノコック構造
- 乾燥重量（コントロール装置、バッテリー除外時）：約4,920g
- アンテナ：ポリ製パイプ1本
- 販売価格：44,800円